# Halay (Érythrée)
Halay est une ville d'Érythrée, située dans la région du Debub.